# Ryu Kawakami
Ryu Kawakami (川上 竜 Kawakami Ryu?, Fukuoka, 25 de octubre de 1994) es un futbolista japonés que juega como defensa en el F. C. Osaka.

## Trayectoria

### Clubes
| Club                   | País  | Año       |
| ---------------------- | ----- | --------- |
| Fukushima United F. C. | Japón | 2017      |
| Giravanz Kitakyushu    | Japón | 2018-2020 |
| S. C. Sagamihara       | Japón | 2021-2022 |
| FC Gifu                | Japón | 2023-2024 |
| F. C. Osaka            | Japón | 2025-     |